# Rapakivi

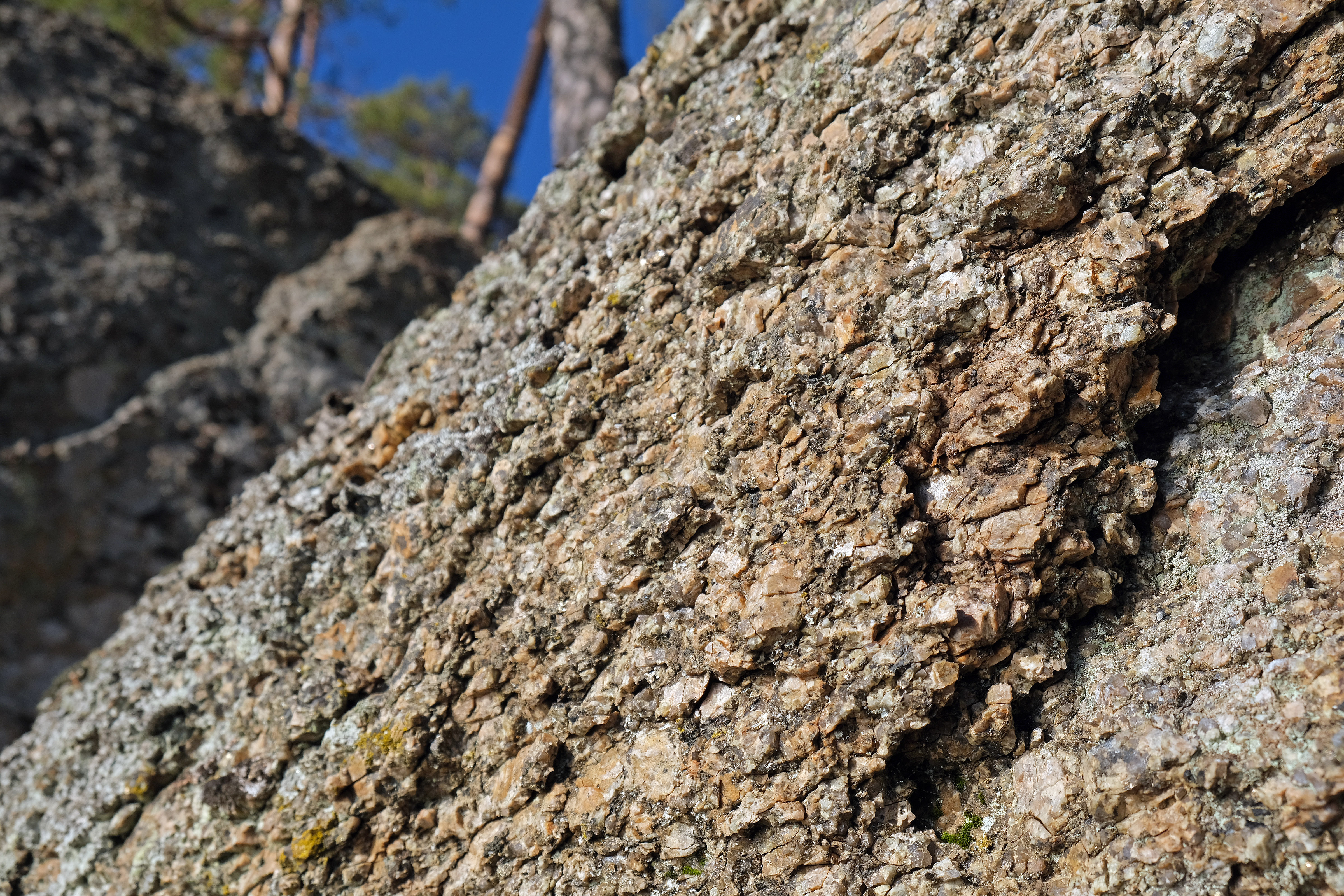
Eroderad rapakivi vid Narvijärvi i Finland

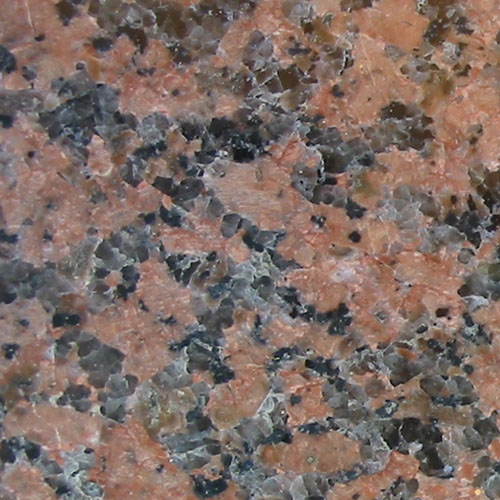
Pyterlit

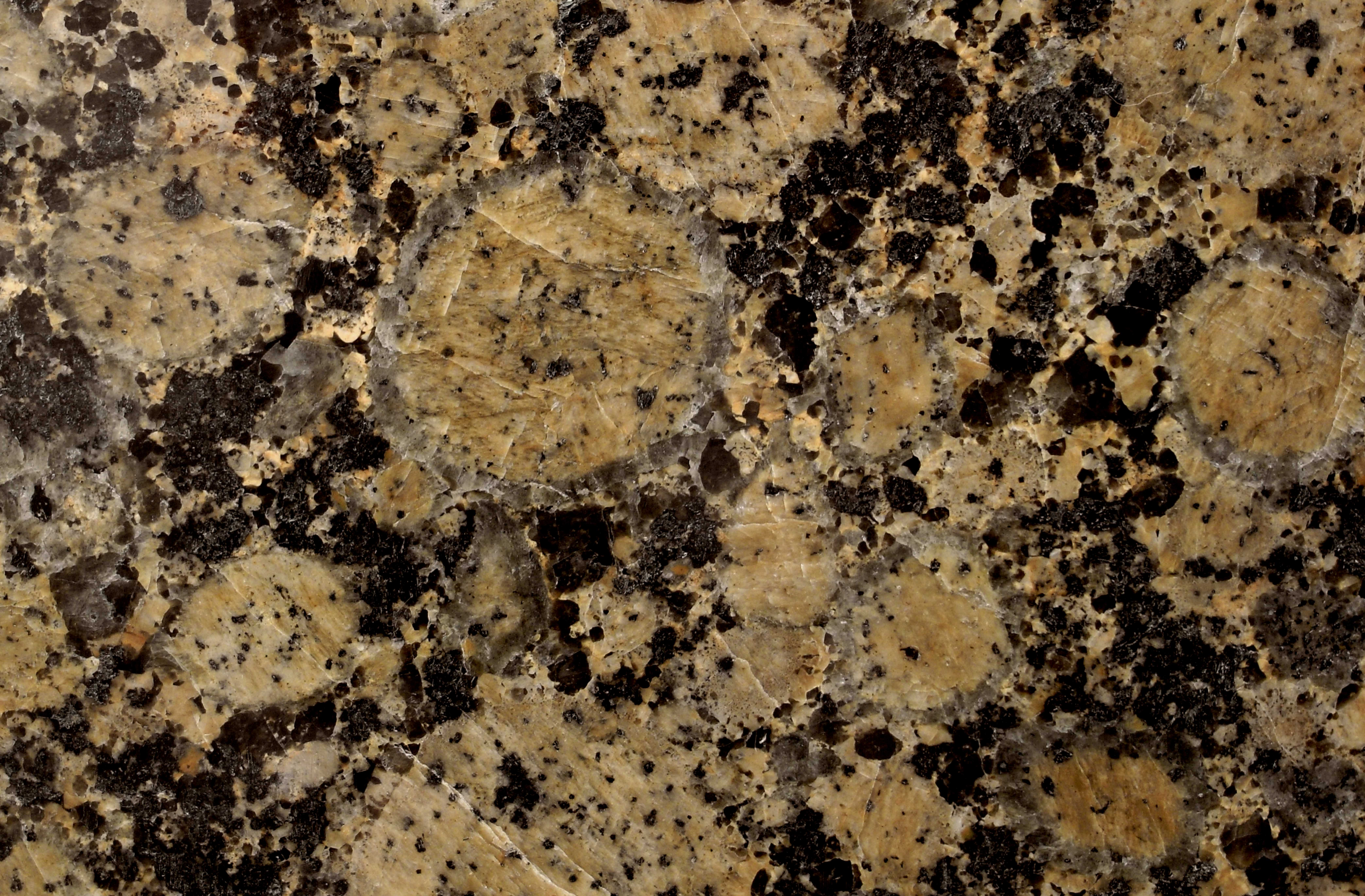
Viborgit

Rapakivi eller rapakivigranit [ra'pakivi-] är en granit  bildad av hornblände-biotit under jotnium, vanligen röd och bestående av stora rundade kristaller av ortoklas täckta med oligoklas. Rapakivi är i allmänhet förhållandevis grovkornig och har ofta porfyrisk textur, i samband med vilken de rundade och flera centimeter stora kalifältspatströkornen i den kan vara omgivna av ett yttre smalt oligoklas- eller plagioklasbälte. De övriga mineral vilka den består av är kvarts och amfibol.
Ordet är sammansatt av orden på finska ”rapa” (ordagrant "lera", "smuts") och kivi ("sten", "stenblock") och betyder i överförd bemärkelse ungefär "vittrad sten" eller "förvittrad granit", eftersom de olika värmeexpansionskoefficienterna av mineralerna som rapakivigranit består av gör den smulig. En del varieteter vittrar lätt till grus.
Rapakivi är en ganska ovanlig typ av granit och den yngsta kända prekambriska graniten. I Finland finns den i form av viborgit och pyterlahtigranit i Viborgbatoliten i sydöstra Finland, samt bland annat i Letala i sydvästra Finland och i Ålandsbatoliten på Åland. Finlands största förekomst av rapakivi är Viborgs rapakivimassiv, i vilket Repovesiområdet söder om sundet Lapinsalmi ingår. I Sverige förekommer den i smärre områden i norra Sverige vid Nordingrå, Ragunda socken, Strömsbro och på Rödön öster om Alnön, samt – under namnet götemargranit – i södra Sverige  vid Kråkemåla i närheten av sjön Götemaren samt under namnet jungfrugranit på Blå Jungfrun.
Rapakivi är ett material som ofta använts i Ålands medeltida stenkyrkor och i byggnadsprojekt och monument i Sankt Petersburg i Ryssland, till exempel pelare i Isakskatedralen samt Alexanderkolonnen.

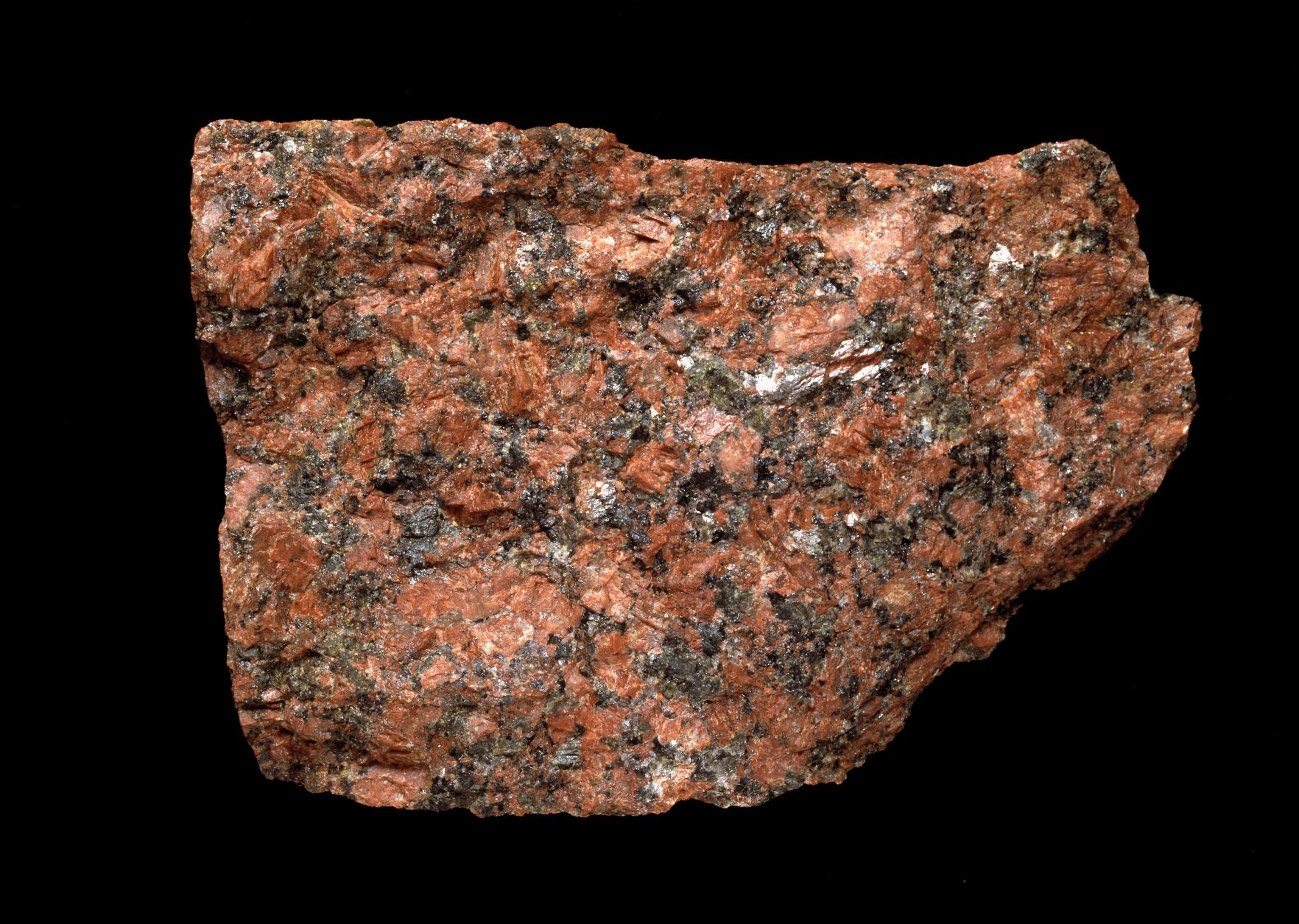
Nordingrågranit

Bergarten är en viktig bas för Finlands stenindustri, med början av export till anläggandet av Rysslands nya huvudstad Sankt Petersburg från slutet av 1700-talet.

## Bildgalleri

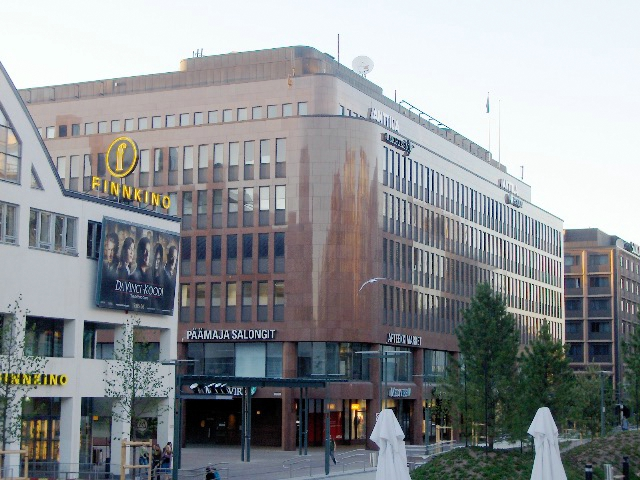
Granithuset vid Kampen i Helsingfors med fasad av Balmoral Red
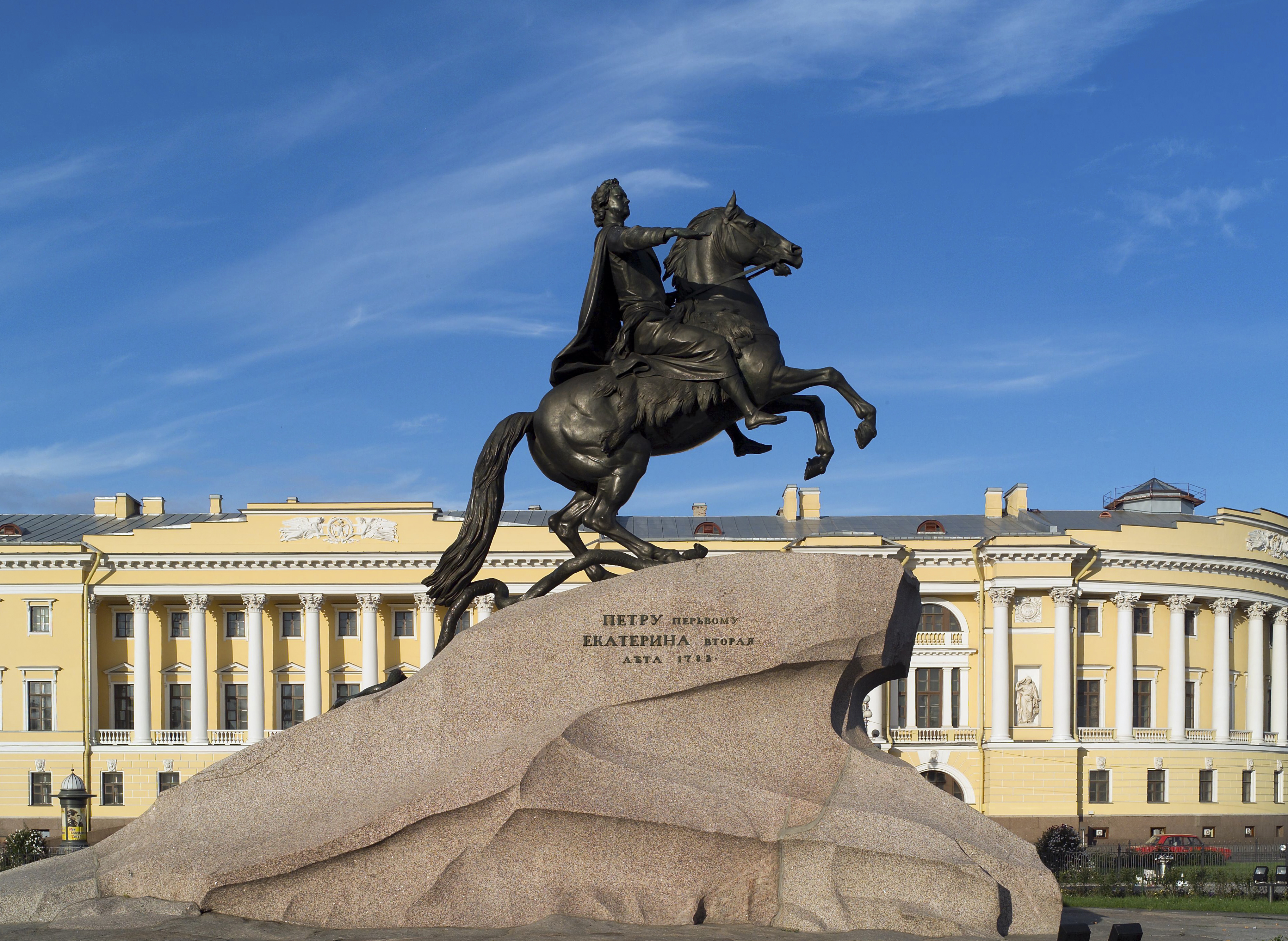
Åskstenen, piesdalen till Bronsryttaren i Sankt Petersburg består av en stor natursten i rapakivi
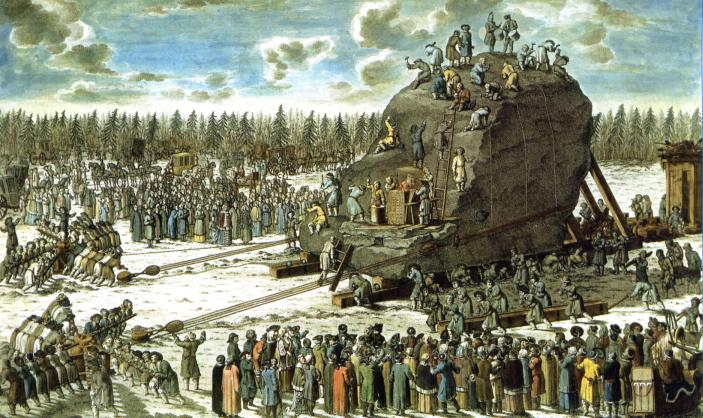
Transport av Åskstenen till Sankt Petersburg 1778